# 이덕환
이덕환(1954년 6월 22일 ~ )는 대한민국의 화학자이다. 서울대학교 화학과와 서울대학교 대학원에서 수학했으며 미국 코넬대학교에서 이학박사를 취득하였다. 미국 프린스턴대학교 연구원, 서강대학교 화학/과학커뮤니케이션 교수. 대한화학회 회장(2012)을 역임했고, 대한화학회 탄소문화원 원장을 맡고 있다.